# Marcipa aequatorialis
Marcipa aequatorialis är en fjärilsart som beskrevs av Pierre Joseph Pelletier 1975. Marcipa aequatorialis ingår i släktet Marcipa och familjen nattflyn. Inga underarter finns listade i Catalogue of Life.